# Geogarypus palauanus
Espèce
Geogarypus palauanus est une espèce de pseudoscorpions de la famille des Geogarypidae.

## Distribution
Cette espèce est endémique des Palaos.

## Description
Le mâle holotype mesure 1,5 mm et la femelle paratype 1,5 mm.

## Étymologie
Son nom d'espèce lui a été donné en référence au lieu de sa découverte, les Palaos.

## Publication originale
- Beier, 1957 : Pseudoscorpionida. Insects of Micronesia, vol. 3, p. 1-64 (texte intégral).